# El Palmar (Premià de Mar)
El Palmar és una urbanització al sud-oest del terme municipal de Premià de Mar ubicada vora la línia costanera i la carretera N-II. La urbanització està formada per diverses fileres de cases blanques i enjardinades, amb un parc just al davant del complex de cases i un club de tennis al darrere.